# باتريك جيلمور (ملحن)
باتريك جيلمور (بالإنجليزية: Patrick Gilmore)‏ هو موزع وكاتب أغاني وملحن أمريكي، ولد في 25 ديسمبر 1829 في Ballygar ‏ في جمهورية أيرلندا، وتوفي في 24 سبتمبر 1892 في سانت لويس في الولايات المتحدة. كتب كلمات أغنية عندما يعود چوني إلى المنزل مسيرًا، والتي نشرها تحت الاسم المستعار لويس لامبرت في سبتمبر 1863.

## وصلات خارجية
- باتريك جيلمور على موقع الموسوعة البريطانية (الإنجليزية)
- باتريك جيلمور على موقع ميوزك برينز (الإنجليزية)
- باتريك جيلمور على موقع إن إن دي بي (الإنجليزية)